# دييغو بليكلس دا سيلفا
دييغو بليكلس دا سيلفا الشهير باسم دييغو (23 أكتوبر 1982) لاعب كرة قدم برازيلي من دون نادي حاليا يجيد اللعب في مركز المهاجم.

## الإنجازات

### المحرق
- كأس ملك البحرين (1): 2012
- كأس الاتحاد البحريني (1): 2012
- كأس الخليج للأندية (1): 2012

### بوتافوغو دي بارايبا
- بطولة بارايبانو (1): 2013

### الأهلي
- كأس الاتحاد البحريني (1): 2016

## روابط خارجية
- دييغو بليكلس دا سيلفا على موقع IMDb (الإنجليزية)
- دييغو بليكلس دا سيلفا على موقع دوري كوريا الجنوبية (الإنجليزية)
- دييغو بليكلس دا سيلفا على موقع قاعدة بيانات كرة القدم.إي يو (الإنجليزية)
- دييغو بليكلس دا سيلفا على موقع Soccerway.com (الإنجليزية)